# Медин
Ме́дин — село в Україні, у Скориківській сільській громаді Тернопільського району Тернопільської області.
Від вересня 2015 року ввійшло у склад Скориківської сільської громади. Село розташоване на північному сході району над річкою Самчик.
Населення — 512 осіб (2001).

## Географія, природні умови
Посередині села є чудовий[уточнити] став, площею близько 2 гектари. Чудове[уточнити] місце для відпочинку влітку. Хвойний лісок, чиста вода, прекрасна[уточнити] флора та фауна, прекрасна[уточнити] можливість половити рибу.

## Історія
Поблизу Медина був високий курган, зруйнований за радянських часів.
Перша писемна згадка — 1463 р.
1569 року Медин зазнав спустошення під час турецько-татарського набігу.
Діяли товариства «Просвіта», «Рідна школа», «Сільський господар», «Союз українок», кооператива.
12 червня 2020 року, відповідно до розпорядження Кабінету Міністрів України  № 724-р «Про визначення адміністративних центрів та затвердження територій територіальних громад Тернопільської області», село увійшло до складу Скориківської селищної громади.
19 липня 2020 року в результаті адміністративно-територіальної реформи та ліквідації Підволочиського району, село увійшло до складу новоствореного Тернопільського району.

## Населення

### Мова
Розподіл населення за рідною мовою за даними перепису 2001 року:
| Мова       | Кількість | Відсоток |
| ---------- | --------- | -------- |
| українська | 512       | 100%     |

## Релігія
До 1946 року в селі була Парафія Покрови Пресвятої Богородиці УГКЦ, яка в 1946 році змушена була перейти до РПЦ, на початку 1990-х віряни перейшли до УПЦ КП, нині є близько 300 вірян, парох — ієрей Андрій Гусак. У 2014 році до парафії належало близько 300 вірян.
Греко-католицька громада відновлена в 1994 році, у 2014 році складалася з 19 вірян, парохом є о. Михайло Андрейчук, під храм використовується колишня шкільна їдальня

## Пам'ятки

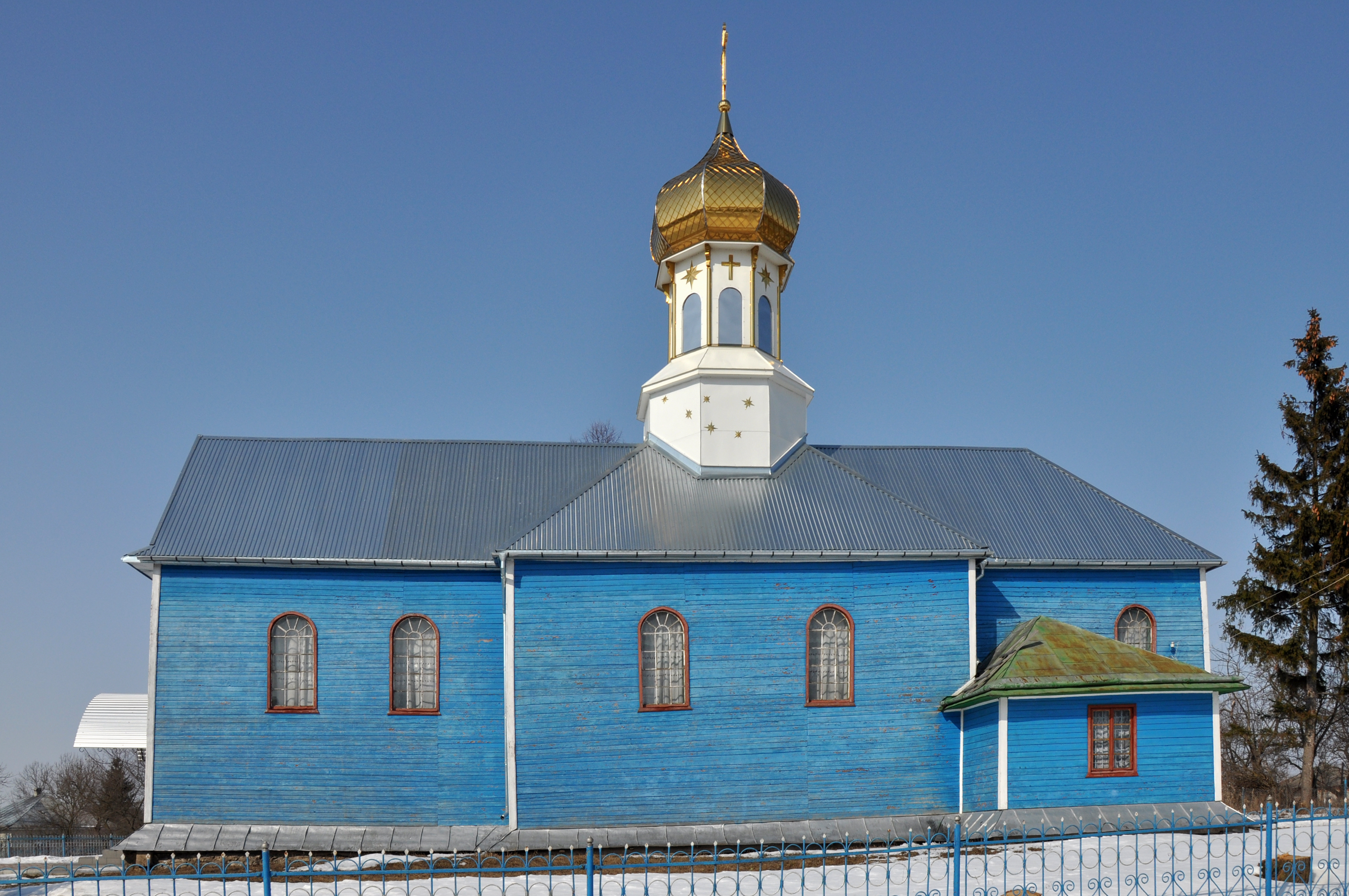
Церква Покрови Пресвятої Богородиці

- Церква Покрови Пресвятої Богородиці (1862, дерев'яна, розписав Є. Біленький).
- Гідрологічний заказник місцевого значення «Мединський».
- Встановлено пам'ятний хрест на честь скасування панщини (реставровано 1998).

## Соціальна сфера
клуб.

## Відомі люди

### Народилися
- художник Є. Біленький,
- Осип Губчак (1912—1997) — український правник, журналіст
- килимар М. Кирик,
- громадські діячі М. Жилан і П. Фабія.
- Руслан Гевко (1980—2016) — український військовик, солдат Збройних сил України, учасник російсько-української війни.
- Юзеф Святло (1915—1994) — польський офіцер комуністичної держбезпеки, перебіжчик у США.
- Тарнопольський Володимир(1985-2023) — український військовик, солдат Збройних сил України, учасник російсько-української війни[6].

### Пов'язані зі селом
- душпастирював релігійно-громадський діяч, меценат о. Андрій Качала, який тут і помер.[7]
- перебував художник С. Шишов.

## Галерея

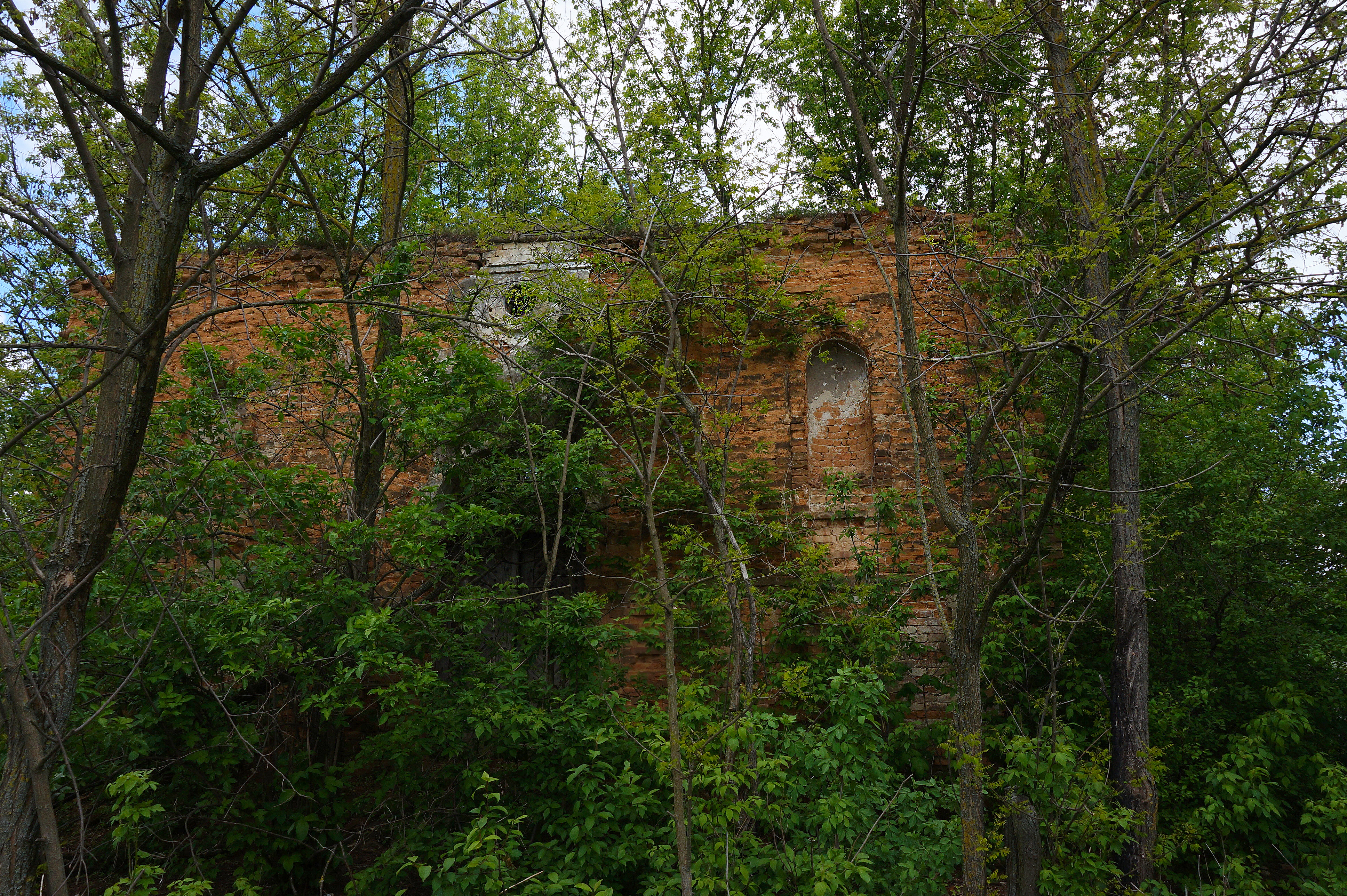
Медин, руїни костелу 1867 р.
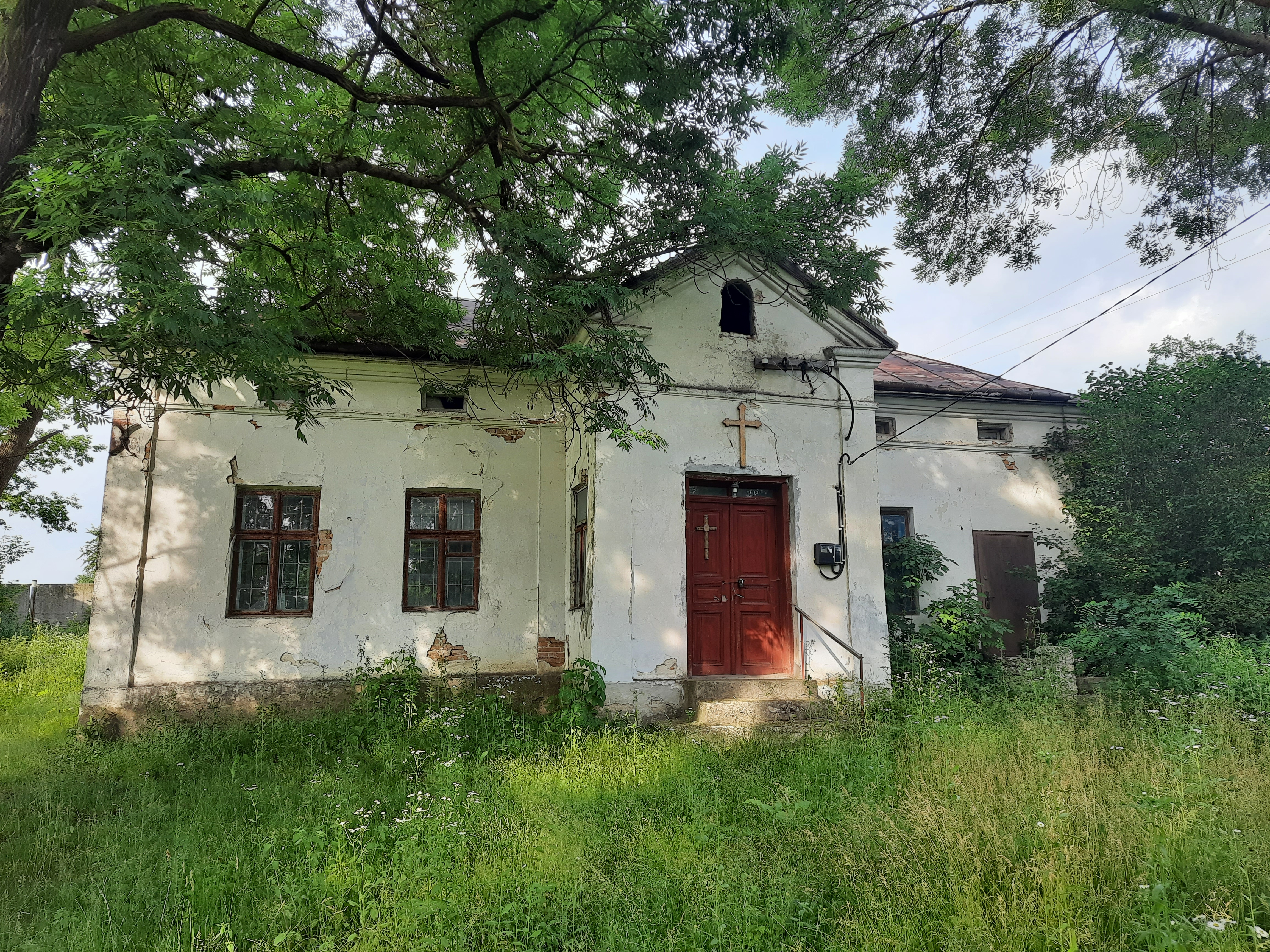
Плебанія
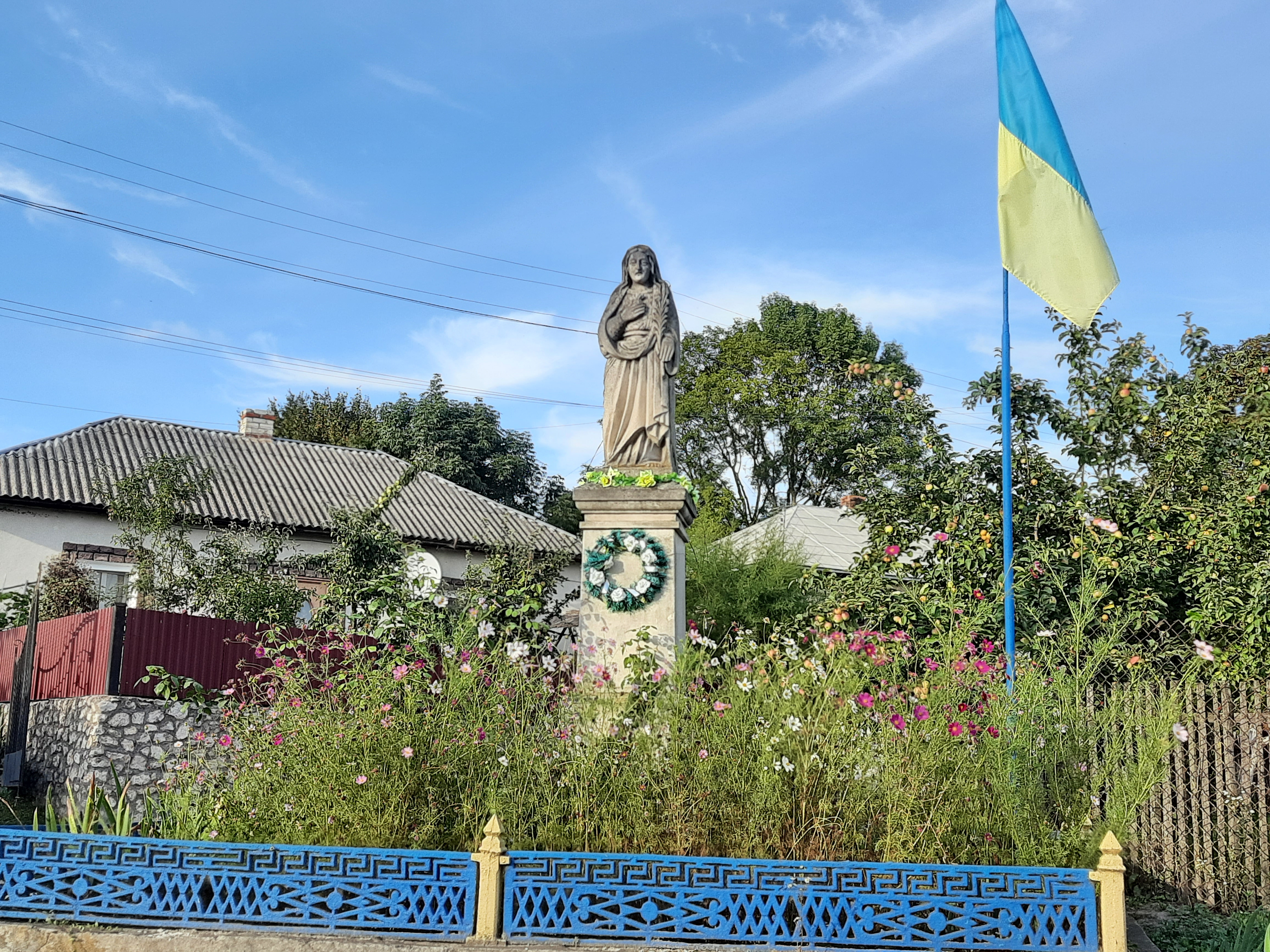
"Фігура" край дороги
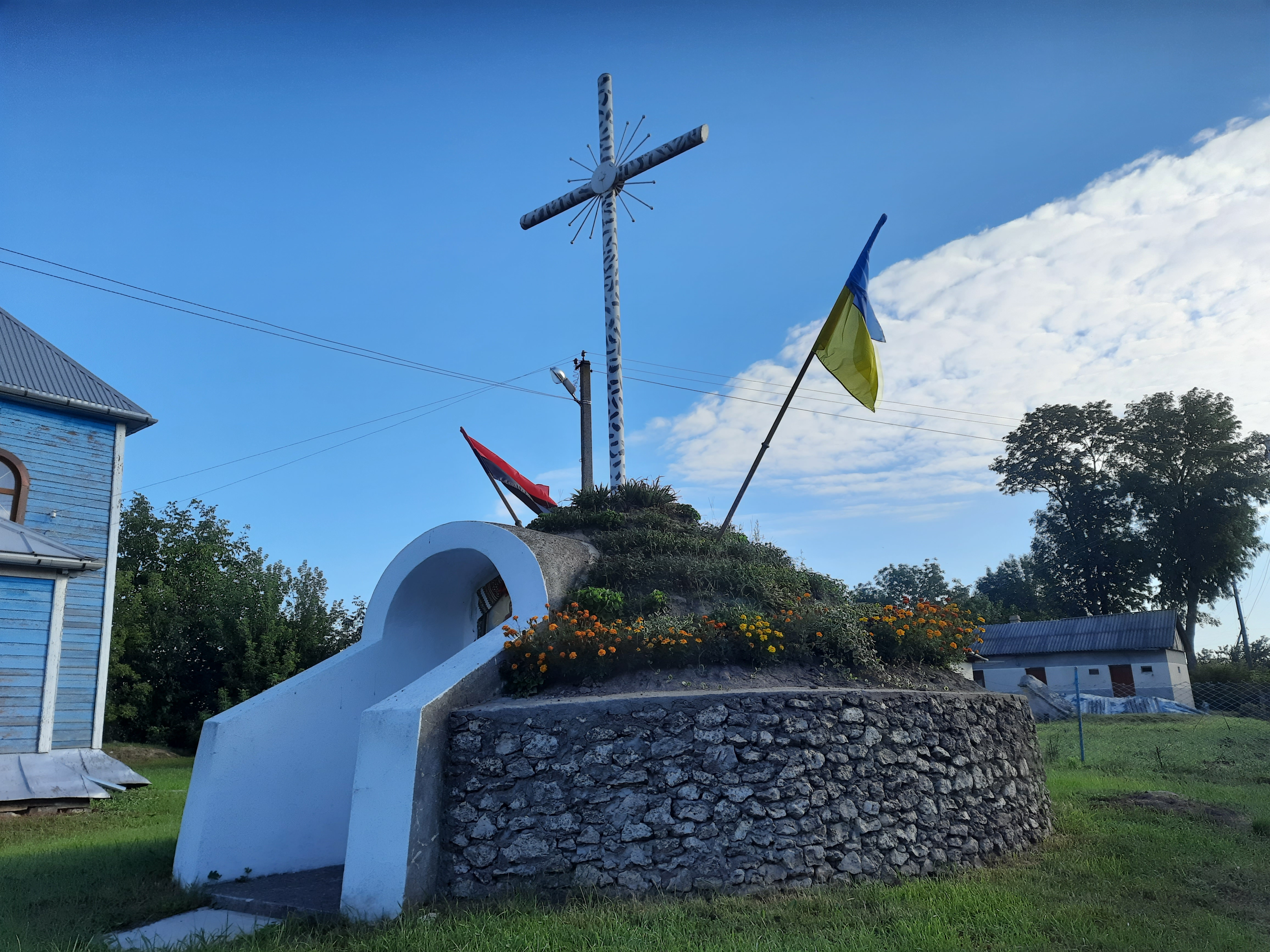
Символічна могила Борцям за волю України
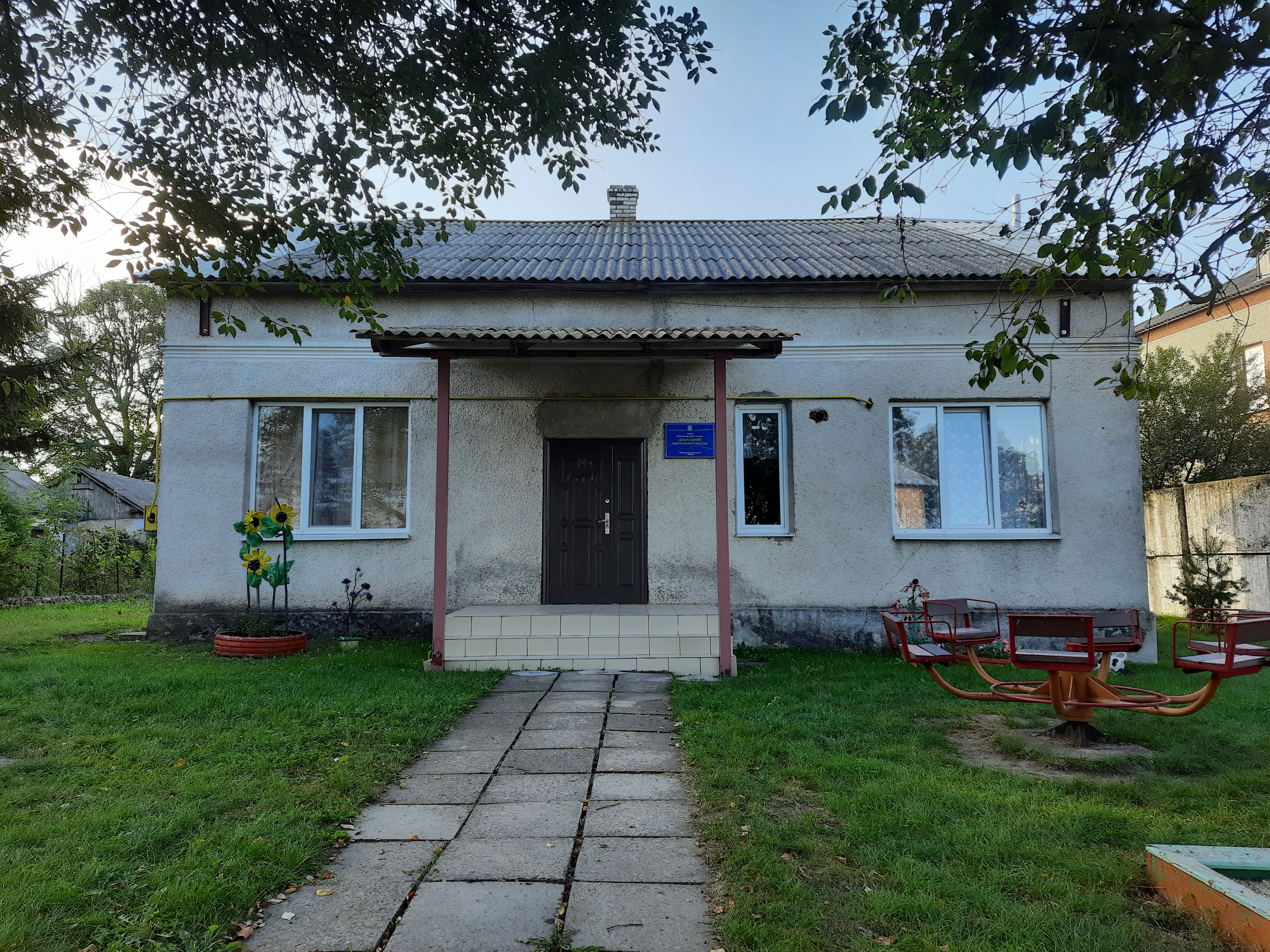
Дитячий садок
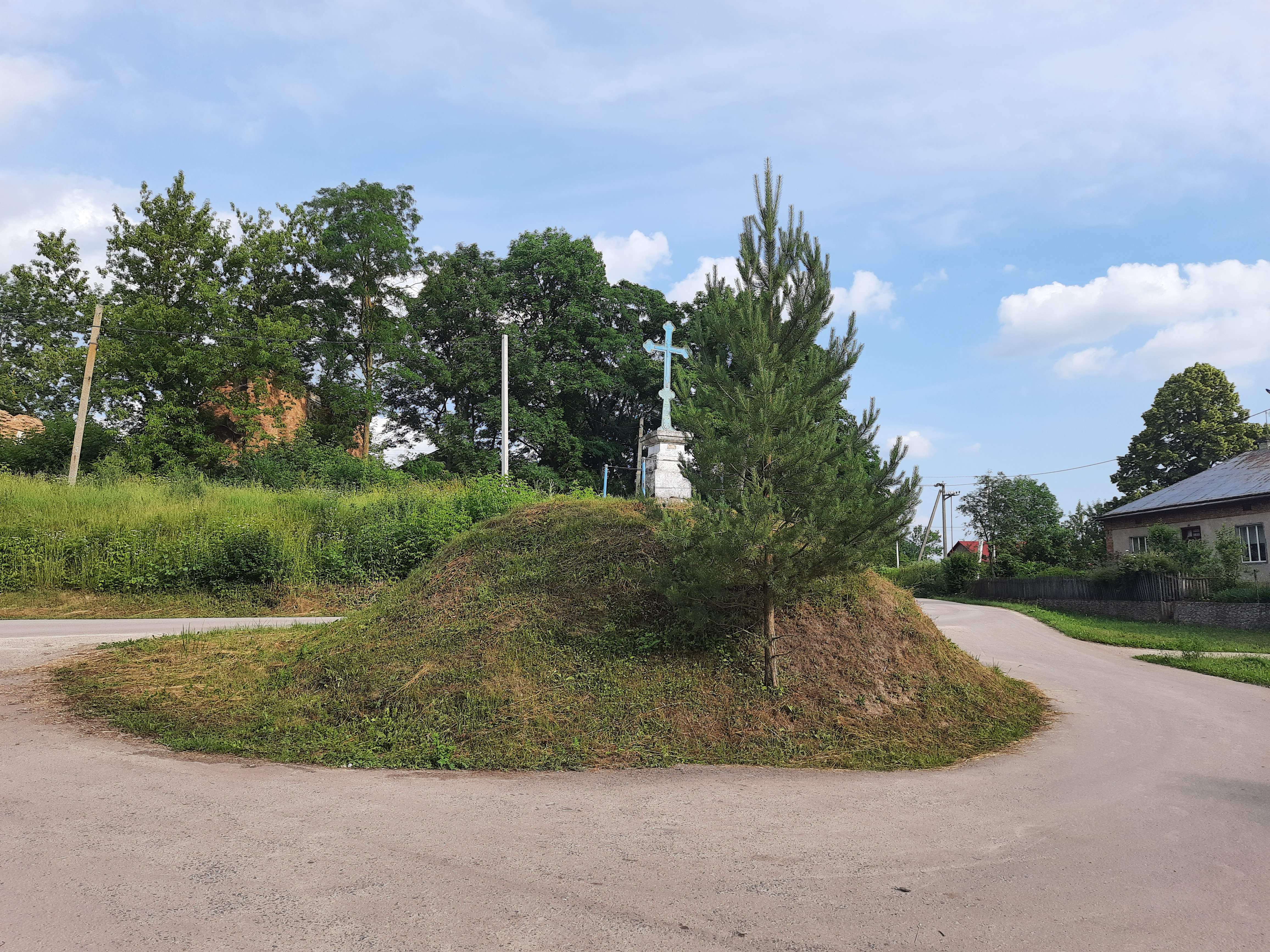
Пам'ятний хрест
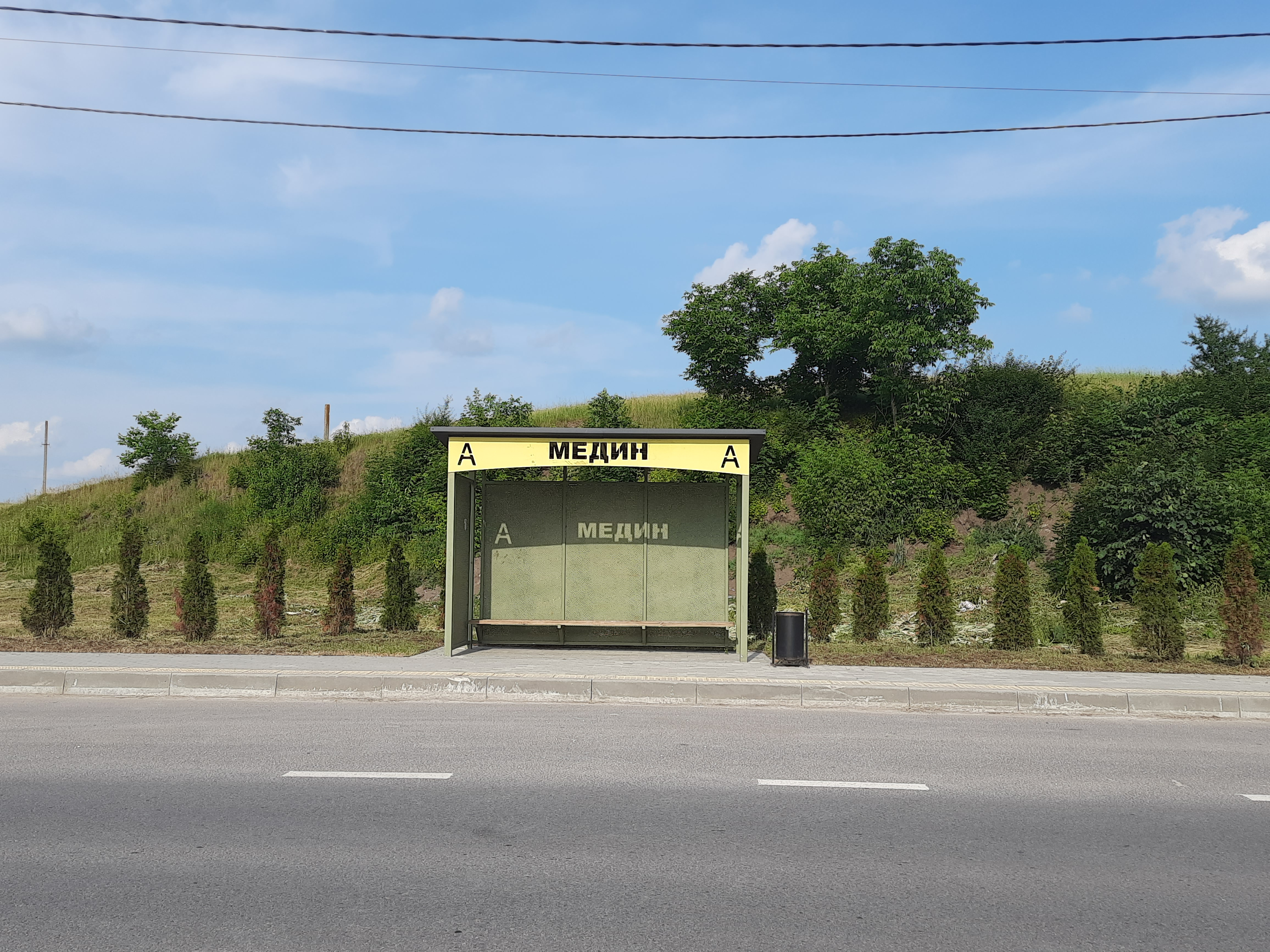
Автобусна зупинка
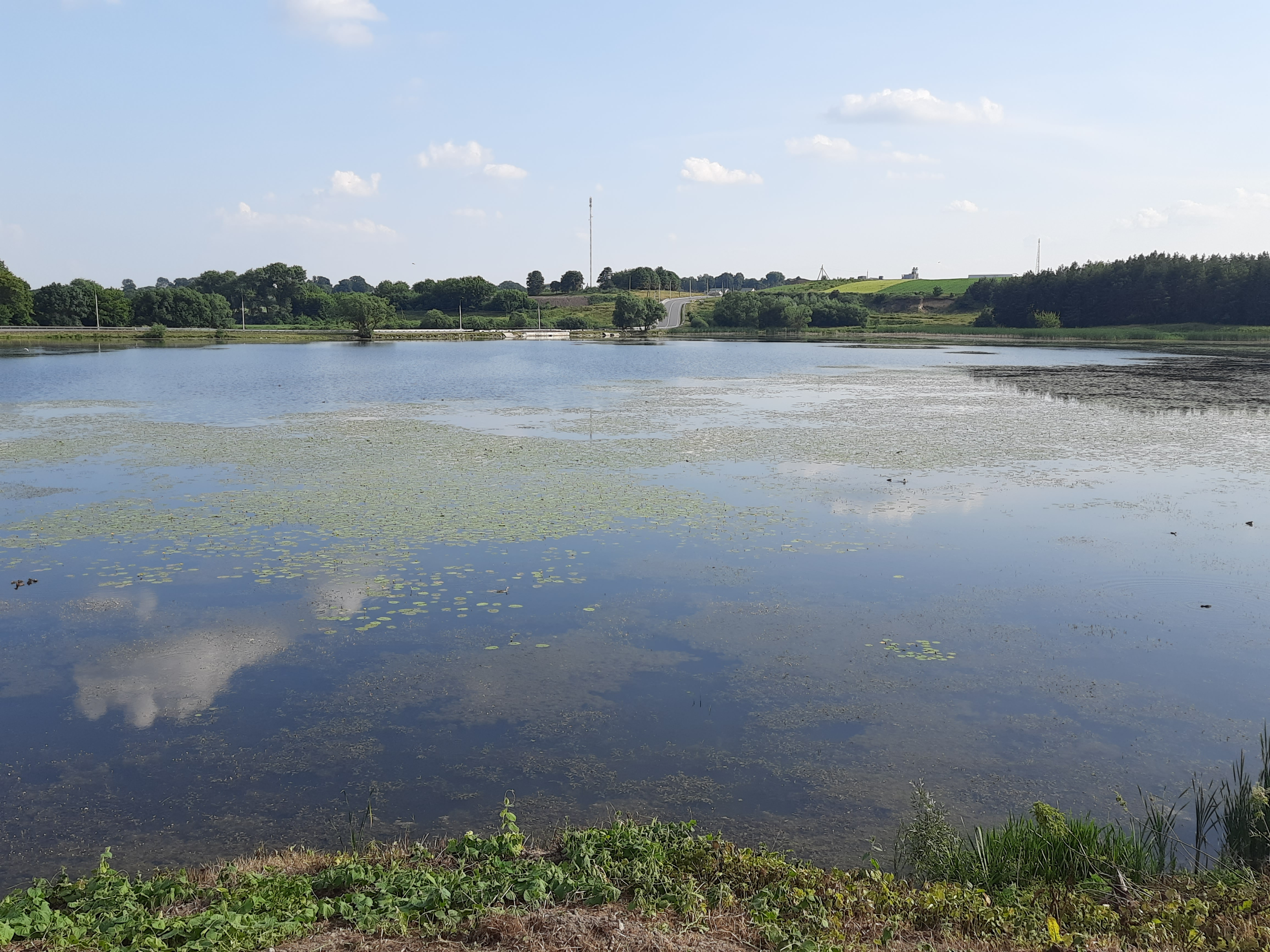
Став біля села